# Rodran Mały
Rodran Mały – jezioro w woj. zachodniopomorskim, w powiecie wałeckim, w gminie Człopa, leżące na terenie Pojezierza Wałeckiego, na południowy wschód od zabudowań wsi Dzwonowo.

## Dane morfometryczne
Powierzchnia zwierciadła wody według różnych źródeł wynosi od 2,5 ha do 2,94 ha.
Zwierciadło wody położone jest na wysokości 69,0 m n.p.m.

## Hydronimia
Nazwa tego jeziora wymieniona w niektórych źródłach to Rodran Mały. Jezioro nie jest wymienione w urzędowym spisie opracowanym przez Komisję Nazw Miejscowości i Obiektów Fizjograficznych (KNMiOF), nazwa nie jest podawana także na mapach topograficznych.